# Morillas
Morillas est une commune ou une contrée appartenant à la municipalité d'Erriberagoitia dans la province d'Alava, située dans la Communauté autonome basque en Espagne.

## Histoire
En avril 1674, durant la guerre de Hollande, le régiment de Flandre dégage la cavalerie française lors du combat de Morillas. Le régiment de Crussol était également engagé dans ce combat.